# 牛狮宫
牛狮宫（希臘語：Βουκολέων）是拜占庭帝国时期君士坦丁堡城中的的一座宫殿，坐落于马尔马拉海沿岸，竞技场南侧，小聖索菲亞大教堂以东。

## 名称
该宫殿更早时名为霍尔米斯达宫。如今的名称可能来源于6世纪末查士丁尼一世统治期间宫殿前修建的小型港口（今已填平）。根据传统，此处矗立了一座有公牛和雄狮特征的雕像（在希腊语中和分别是指牛和狮）。这座宫殿因此也被称为霍尔米斯达宫或查士丁尼宫。

## 历史
牛狮宫可能建造于5世纪狄奧多西二世在位时期。狄奥斐卢斯皇帝将其重修并扩建，还在海墙顶部新设了一道大的外立面。969年，皇帝尼基弗鲁斯二世建造了一堵环形城墙。牛狮宫在拜占庭宫廷中的一座主要宫殿，直至11世纪科穆宁王朝时期兴建了布拉赫奈宫。

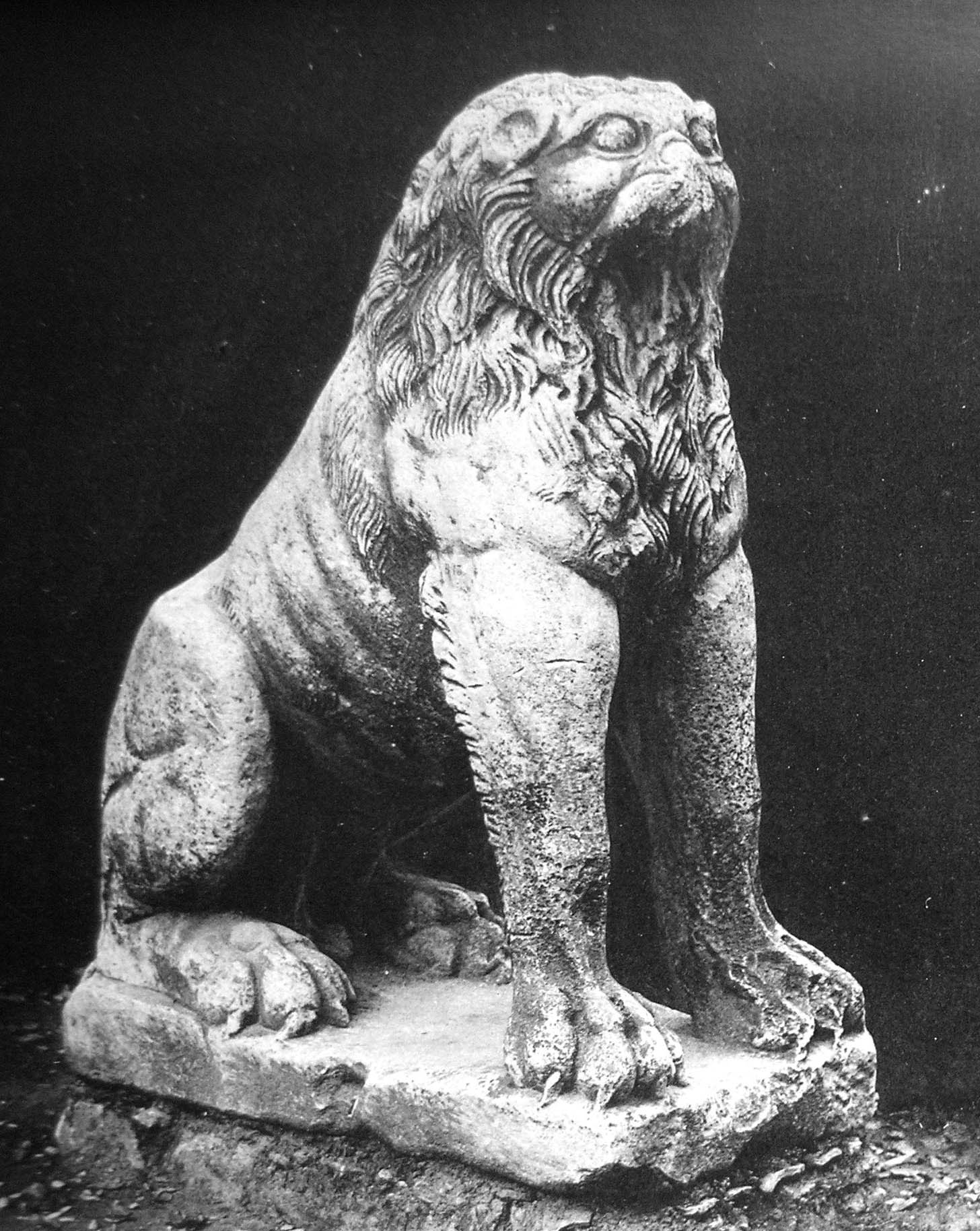
牛狮港入口处的一座石狮像，现藏于伊斯坦布尔考古博物馆

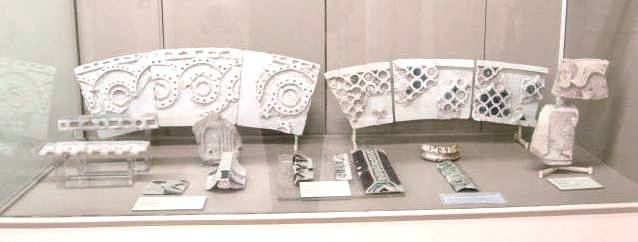
伊斯坦布尔考古博物馆收藏的牛狮宫残片

此后，牛狮宫仍旧用于国事会议，1161年与罗姆国苏丹基利傑阿爾斯蘭二世，以及1171年与耶路撒冷国王艾默里一世的会面均在此举行；此外牛狮宫也被用作宗教会议场所，1166年，皇帝曼努艾尔一世在此举行了教会会议。
牛狮宫存放着拜占庭皇帝的权杖（regalia），宫中的小教堂内还保存着圣遗物。这座小堂严格限制进入，尽管如此，有迹象表明此处仍是基督教朝圣的一部分。

## 第四次十字军东征

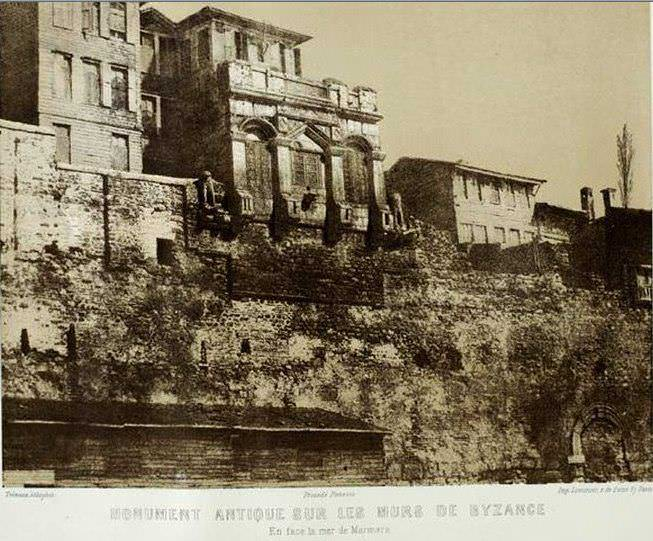
1850年时的宫殿结构
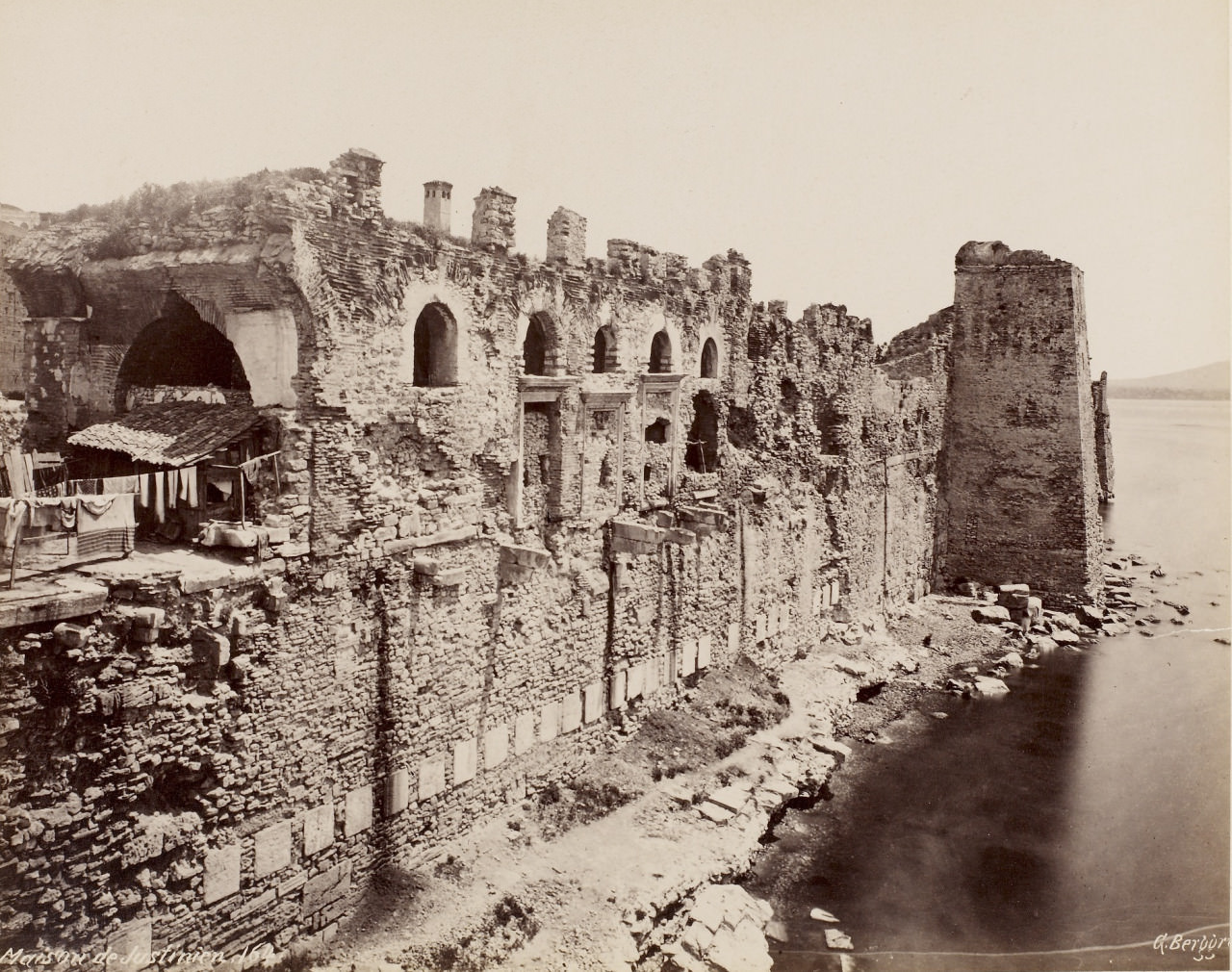
1850年时的宫殿结构

1204年第四次十字军东征攻陷君士坦丁堡，牛狮宫被蒙費拉托的波尼法喬占领。维尔阿杜安的杰弗里说道：
「骑马沿着海岸到达牛狮宫，他到达之时，宫中投降了，条件是里边所有人都要被饶过性命。在牛狮宫中发现了大量逃至这座城堡的贵妇，其中有法兰西国王的妹妹，曾经是皇后，以及匈牙利国王的妹妹，也曾是皇后，还有其他许多妇人。至于在那座宫殿里发现的宝藏，我说不清楚，因为宝藏实在太多难以数清。」
在这之中，波尼法喬娶了匈牙利貝拉三世之女玛格丽特皇后。在此后的拉丁帝国时期，牛狮宫仍被用作皇家府邸。米海尔八世收复君士坦丁堡后，该宫殿以及整个大皇宫建筑群都逐渐废弃，转至了布拉赫奈宫。
奥斯曼帝国皇帝穆罕默德二世于1453年攻陷君士坦丁堡，当时这种著名的宫殿仍旧屹立，尽管已经是一片废墟。据称他进入宫殿时，说道：
蜘蛛编织着窗帘 

在凯撒的宫殿里

猫头鹰呼唤着守卫

在阿夫拉西亚卜的塔楼中

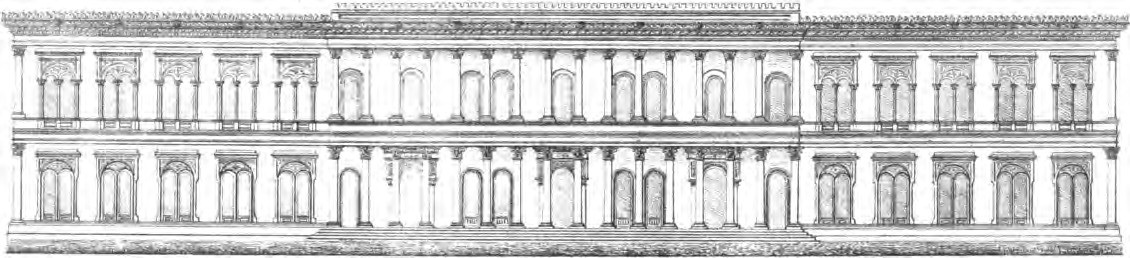
《拜占庭地形学研究》，1877年
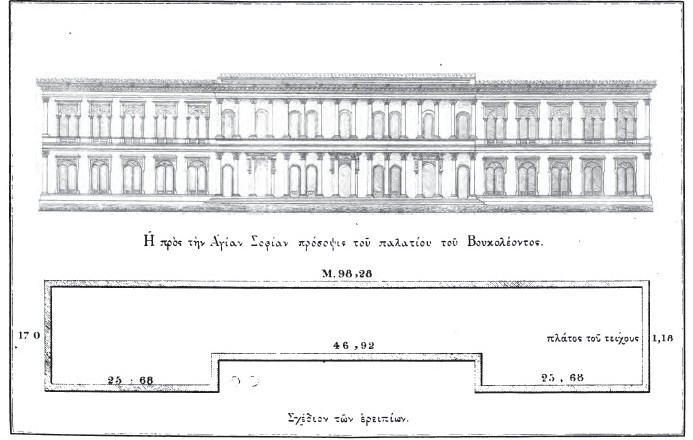
《拜占庭地形学研究》，1877年

## 现状

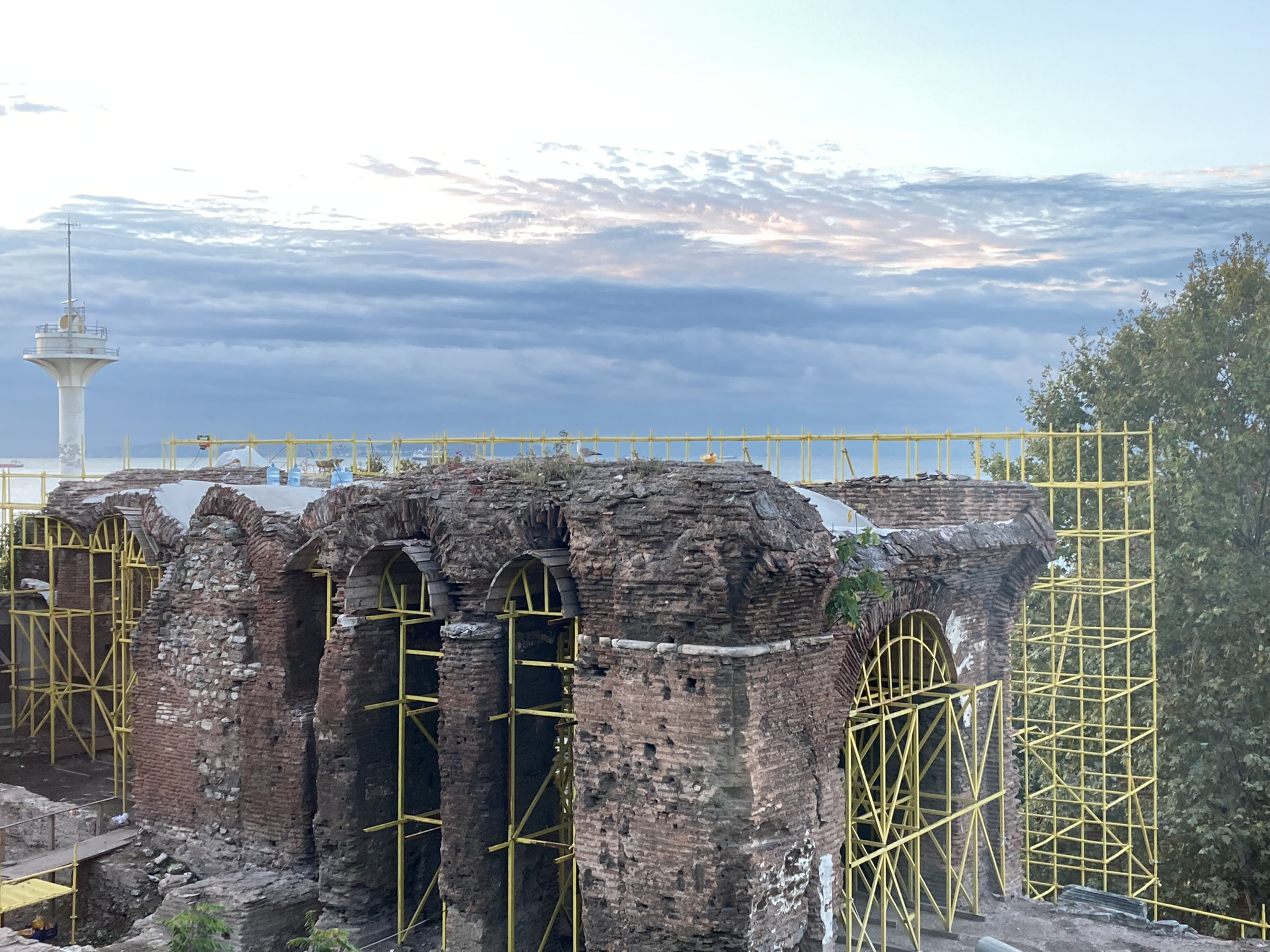
重建中的牛狮宫，2022年10月

宫殿遗迹曾在1873年被部分损毁，来为通往錫爾凱吉車站的铁道让路。遗迹表明有一处阳台面向大海，可通过三座大理石框架的门廊进入，如今依然可见。
2018年，伊斯坦布尔市宣布该宫殿将由文化及自然遗产保育局恢复重建。计划使其成为一座带有「一条供游客使用的木质步道，一座博物场馆，一个水池」的露天博物馆。
2021年，考古学家在重建时发现了拜占庭时期的喷泉。

## 图集

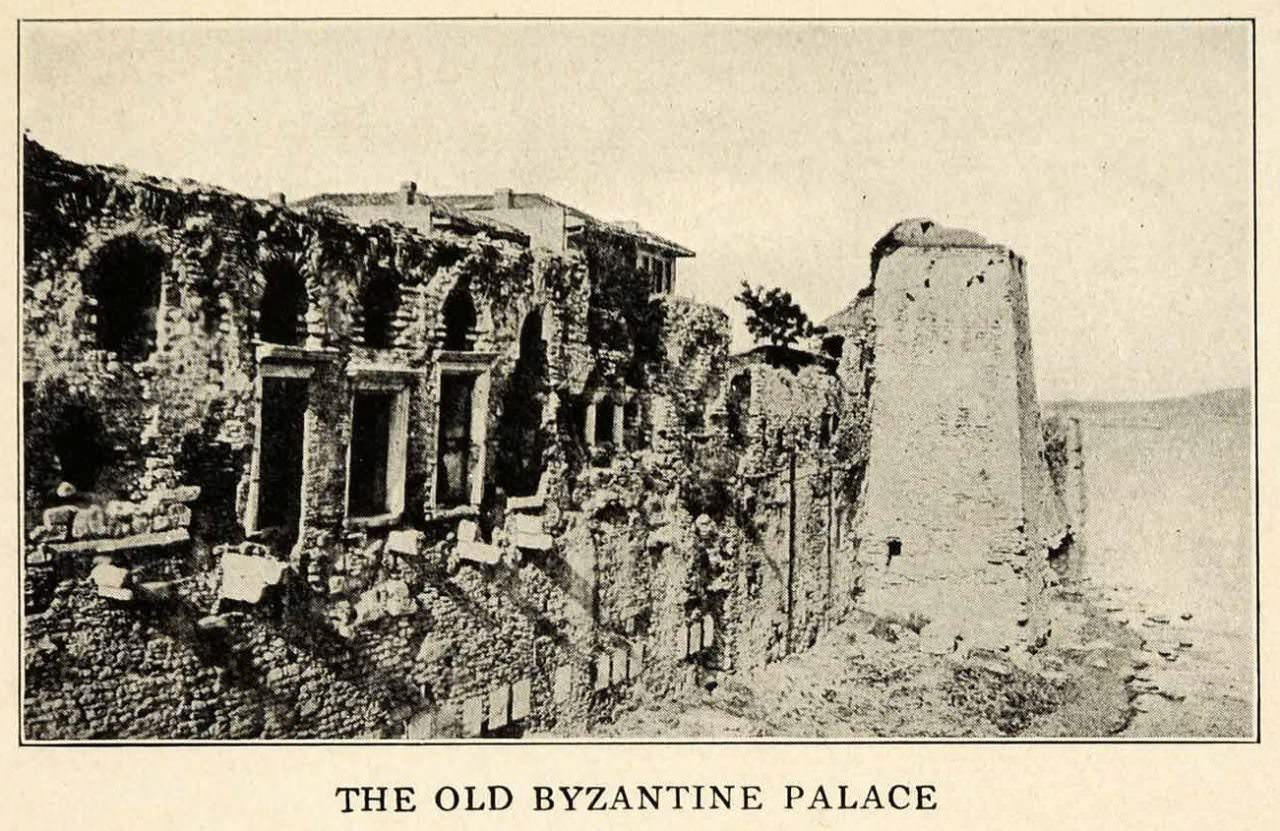
1923年的牛狮宫
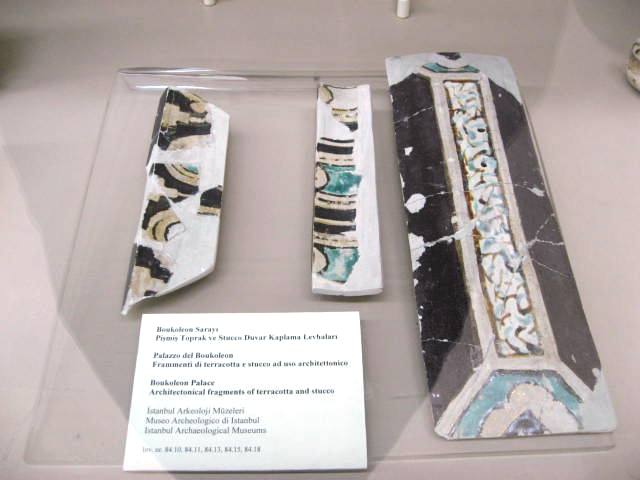
陶土残片
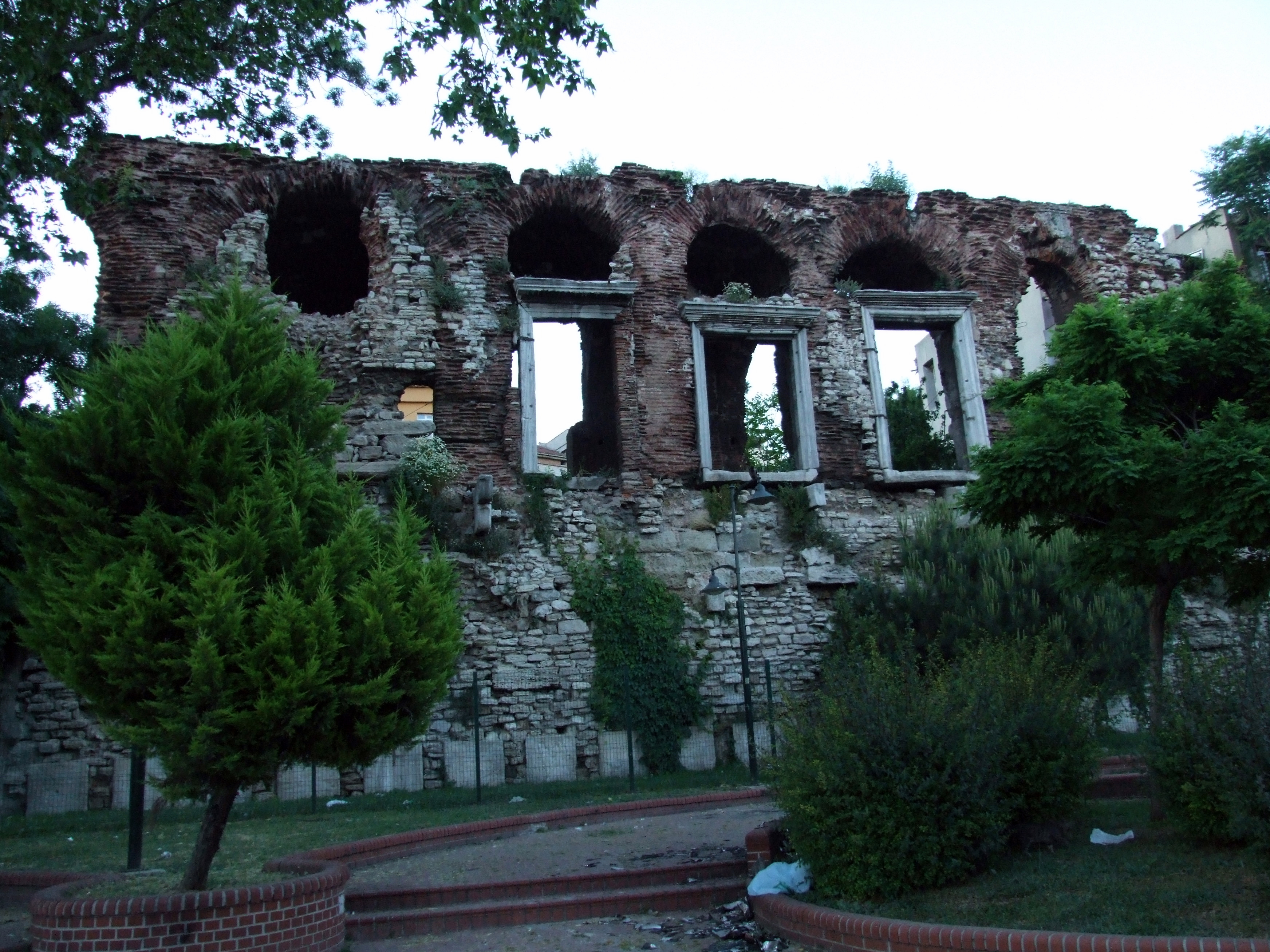
牛狮宫
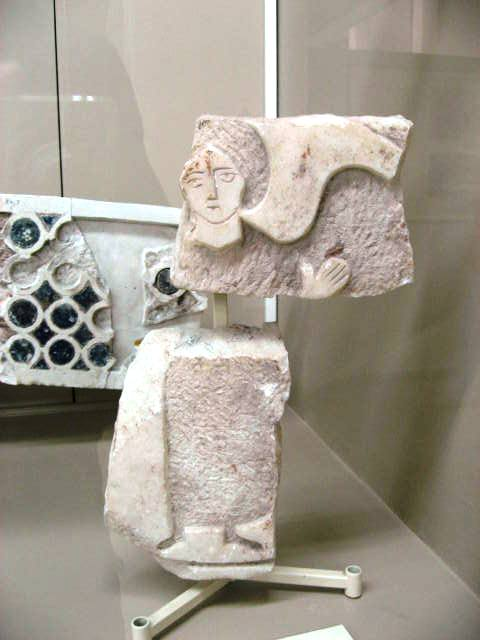
带有天使画像的大理石残片

### 脚注
1. ↑  McCormick 2000，第137頁.
2. ↑  Bardill 2004，第147頁.
3. ↑  Magdalino 2011，第139頁.
4. 1 2 3 4  Magdalino 2011，第140頁.
5. ↑  . Hürriyet Daily News. 7 August 2018  [2018-08-07] （英语）.
6. ↑  . The Jerusalem Post. 25 September 2021.

### 书籍
- Bardill, Jonathan. . Oxford University Press. 2004.
- Magdalino, Paul. . Duindam, Jeroen; Artan, Tülay; Kunt, Metin  (编).  1. Brill. 2011.
- McCormick, Michael. . Cameron, Averil; Ward-Perkins, Bryan; Whitby, Michael  (编).  XIV. Cambridge University Press. 2000.

## 延伸阅读
- Cyril Mango. The Palace of the Boukoleon. In: Cahiers Archéologiques 45, 1997.